# Бондарев, Тихон Лаврентьевич
Ти́хон Лавре́ньтевич Бо́ндарев (16 июня 1871, дер. Новая Слободка, Орловская губерния — 27 июля 1941, Москва) — российский революционер, советский партийный деятель.

## Начало биографии
Тихон Лаврентьевич Бондарев родился 16 июня 1871 года в семье крестьянина деревни Новая Слободка Малоархангельского уезда Орловской губернии (ныне — Слободка в Покровском районе Орловской области). В 1885 году уехал в Ростов-на-Дону, где работал сначала у купца, а затем в железнодорожных мастерских. Здесь он познакомился с запрещённой литературой и революционерами, а в 1889 году стал членом марксистского кружка.
С 1891 года находился на военной службе, в Варшаве, где вёл революционную пропаганду среди солдат.
В 1897 году, после окончания службы, вернулся в Ростов-на-Дону, в 1898 году стал одним из первых членов только что созданной партии — РСДРП.

## Работа в Луганске
В 1903 году, из-за участия в Ростовских антиправительственных демонстрациях, вынужден скрываться от полиции, поэтому переехал в Луганск; работал на паровозостроительном заводе Гартмана. После раскола РСДРП выбрал сторону большевиков.
В 1905—1907 годах, в период первой русской революции, вёл революционную агитацию среди рабочих Луганска, организовывал забастовки на рудниках и заводах, создавал боевые дружины. В это время познакомился с известным в будущем партийным и советским государственным деятелем — К. Е. Ворошиловым, стал одним из руководителей Луганской большевистской организация. Здесь впервые был арестован и заключён в тюрьму.
Во второй половине 1907 года перешёл на нелегальное положение и уехал в Дебальцево.

## Работа в Екатеринославе
В 1908 году Бондарев Т. Л. перебирается в Екатеринослав, где поступает чернорабочим на Брянский металлургический завод. Здесь он трудится вплоть до 1917 года. Как член РСДРП(б), выполняя партийные поручения, Тихон Лаврентьевич разоблачает сущность антинародной политики правительства, участвует в выпуске листовок, становится членом правления больничной кассы, входит в состав заводского партийного комитета, а с 1915 года избирается его председателем и назначается командиром заводской боевой дружины.
В начале февраля 1917 года Бондарев Т. Л. в числе других руководителей большевистской организации города был арестован, но через месяц его отпускают. Сразу после этого на городской партийной конференции, Бондарева Т. Л. избирают в состав Екатеринославского комитета РСДРП(б), а в апреле 1917 года, при комитете, Тихону Лаврентьевичу поручается организовать Красную гвардию.
Далее Тихон Бондарев входит в состав Совета рабочих депутатов города и становится членом городского ревкома. Как начальник штаба Красной Гвардии Екатеринослава он непосредственно участвует в подготовке и осуществлении вооружённого восстания, в результате чего к власти в городе приходит Совет трудящихся, а РСДРП(б), получив большинство на выборах в городской Совет, становится правящей партией.

## Бондарев Т. Л. в годы Гражданской войны
Во второй половине декабря 1917 года по приказу В. А. Антонова-Овсеенко — командующего Советскими вооружёнными силами на юге страны, Бондарев Т. Л. направляется в распоряжение штаба фронта. Далее, он принимает участие в разгроме войск Каледина и Центральной Рады, а позже в организации отправки эшелонов с украинским хлебом для голодающих рабочих Петрограда и Москвы.

## Орловский период
В начале 1918 года у Советской власти в Орловской губернии сложилось трудное положение. Для помощи орловским большевикам и организации практической работы, ЦК РКП(б) направил группу опытных членов партии, в состав которой вошёл и Бондарев Т. Л. Так начался семилетний, период в жизни Тихона Лаврентьевича на родной орловской земле.
Уже в первые недели своего пребывания в Орле, на втором губернском съезде Советов, Тихон Лаврентьевич избирается в состав исполкома Совета и его Президиума.
Во время оккупации Украины немцами в 1918 году в город Орёл переехал ЦК КП(б) Украины. По его просьбе Бондарев Т. Л. занялся подготовкой руководящих кадров для подпольной работы на территории оккупированной Украины, переформированием продотрядов в регулярные части Красной Армии и отправкой их на Южный фронт.
Однако хватало чрезвычайных дел и в Орловской губернии. В советской России была введена продразвёрстка. Бондарев Т. Л. организует её исполнение на орловской земле, а затем участвует в создании социалистических сельскохозяйственных предприятий — коммун и артелей.
В сложное для советской власти время, отмеченное саботажем на местах, ростом дезертирства из армии и бандитизмом на территории губернии, важная роль в наведении порядка отводилась губернскому Ревтрибуналу. В это время Бондарев Т. Л. назначается на должность председателя следственной комиссии Орловского губернского Ревтрибунала.
В 1923 году Бондарев Т. Л. был избран председателем губернской партийной контрольной комиссии, а в 1924 году переходит на хозяйственную работу. Его назначают директором колбасной фабрики в Орле, руководство которой, незадолго до этого было приговорено к расстрелу за хищение социалистической собственности.

## Возвращение в Екатеринослав
В конце 1925 года Бондарев Т. Л. возвращается в Екатеринослав. Здесь он работает в губернском комитете ВКП(б) и губисполкоме. Был членом партколлегии Днепропетровского окружкома партии (1929 год), директором Днепропетровского музея революции (1930—1931 годы).

## Работа в Москве
В 1931 году Тихон Лаврентьевич распоряжением К. Ворошилова, соратника по революционной деятельности в Луганске, вызывается в Москву. Здесь он работает членом партколлегии Бауманского райкома ВКП(б).
В 1933 году Т. Бондарев становится персональным пенсионером союзного значения. Далее он активно занимался общественной работой, становится членом Всесоюзного общества старых большевиков, летом работает комиссаром в пионерских лагерях.
Когда в 1934 году было учреждено звание и знак «Ворошиловский стрелок», Бондарев Т. Л. участвует в создании клуба «Ворошиловский стрелок» в Бауманского района Москвы, а далее работает в стрелковом клубе инструктором, обучая школьников — членов клуба, приёмам стрельбы.
Умер 27 июля 1941 года, похоронен в Москве.

## Награды
- За заслуги в установлении советской власти на Украине и в ознаменование десятилетия Великой Октябрьской социалистической революции и десятилетия установления советской власти в Екатеринославе, постановлением Всеукраинского Центрального Исполнительного Комитета от 3 января 1928 года был награждён орденом Трудового Красного Знамени.
- Орден Красного Знамени (20.02.1928[2])

## Память
Имя Т. Л. Бондарева до 2015 года носила улица Карпатская в Ленинском (ныне — Новокодакском) районе Днепропетровска.